# 天津地铁7号线
天津地铁7号线，是天津地铁的在建线路之一，是天津市第一条采用政府和社会资本合作模式整条线路兴建的轨道交通线路，项目建设期4.5年，运营期21.5年。天津地铁7号线的线路大致呈南北走向，代表色是■棕色。
截止2019年7月，天津地铁7号线一期工程（赛达路站至喜峰道站）在建，计划建设期4.5年 。

## 概要
7号线一期工程途径西青区、河西区、和平区、南开区、红桥区、河北区六个行政区，南起西青区赛达路站，站后设出入线与车辆段相接，之后线路沿友谊南路延长线、卫津南路、卫津路、南门外大街敷设，过黑牛城道、宾水西道、吴家窑大街、鞍山西道、福安大街、南马路、北马路，之后进入大胡同地区，过大胡同下穿海河，进入中山路敷设，过金纬路、律纬路后进入南口路敷设，沿南口路至普济河道南侧，北至河北区喜峰道站。
一期工程线路长26.525km，共设车站21 座，均为地下站，在西青区大寺设置车辆段一处，占地约32公顷。设两座主变电所，新建六里台主变电所1座，改建10号线解放南路主变电所1座，与中心城区其他轨道交通线路共用地铁3号线华苑车辆段内线网控制中心。

## 历史
- 2016年3月，天津地铁7号线一期环境影响评价进行了公示[5]；
- 2018年10月，7号线一期福安大街站开始房屋征收工作[6]。
- 2019年5月，天津地铁7号线一期工程PPP项目中标结果公布[7]。
- 2019年7月，天津地铁7号线一期工程正式开工[4] 。
- 2021年1月4日，天津地铁7号线首台盾构机在梅江会展中心南站右线吊装下井，施工进入盾构区间阶段[8]。
- 2024年7月31日，大寺车辆段-梅江会展中心南站区间完成热滑试验。[9]8月30日，大寺车辆段-广东会馆站完成热滑试验。[10]
- 2025年3月25日，地铁7号线南段（赛达路-鼓楼）启动空载试运行。[11]

## 车站
7号线一期工程共设21座车站，均为地下站。

### 换乘站
- 丽江道站：换乘10号线。10号线建设时预留站厅换乘通道，为通道换乘。
- 肿瘤医院站：换乘5号线、6号线。5、6号线建设时未做预留，本线建设期间预留站厅通道换乘条件，因换乘通道需要占用原PET-CT检查设施用地，进度缓慢，预计7号线开通初期需与5、6号线出站换乘。[需要較佳来源][12]
- 天塔站：换乘3号线。3号线建设时未做预留，本线建设期间预留站厅通道换乘条件，由于通道施工方案不明确，预计7号线开通初期需出站换乘。[需要較佳来源][12]
- 南开大学八里台站：换乘11号线。两线车站被卫津河阻隔而被迫分离设置，将采用长距离通道换乘。
- 天津大学六里台站：换乘8号线。两线车站被卫津河阻隔而被迫分离设置，将采用长距离通道换乘。
- 海光寺站：换乘1号线。1号线建设时未做预留，本线建设期间预留站厅通道换乘条件，受限于施工进度，预计7号线开通初期需出站换乘。[需要較佳来源][12]
- 鼓楼站：换乘2号线。2号线建设时未做预留，预计为通道换乘[來源請求]。
- 东北角站：换乘4号线。由于受古建筑影响，4号线中段规划依然在调整，换乘方式未知。
- 中山路站：换乘3号线。3号线建设时未做预留，且两站台相距较远，预计为长通道换乘。
- 外院附中站：换乘6号线。6号线建设时未做预留，且两站台相距较远，预计为长通道换乘。

### 车站概况
| 站名[1↑]                                                    | 所在地               | 启用日期               | 换乘线路[2↑]    | 车站形式     | 开门方向 |
| ----------------------------------------------------------- | -------------------- | ---------------------- | --------------- | ------------ | -------- |
| 天津地铁7号线                                               |                      |                        |                 |              |          |
| 赛达路                                                      | 西青区               | 试运行中 预计2025年8月 |                 | 地下岛式站台 | 左侧     |
| 芦北路                                                      | 西青区               | 试运行中 预计2025年8月 |                 | 地下岛式站台 | 左侧     |
| 宏源道                                                      | 西青区               | 试运行中 预计2025年8月 |                 | 地下岛式站台 | 左侧     |
| 兴华道                                                      | 西青区               | 试运行中 预计2025年8月 |                 | 地下岛式站台 | 左侧     |
| 张道口                                                      | 西青区               | 试运行中 预计2025年8月 |                 | 地下岛式站台 | 左侧     |
| 梅江会展中心南                                              | 西青区               | 试运行中 预计2025年8月 |                 | 地下岛式站台 | 左侧     |
| 王兰庄                                                      | 西青区               | 试运行中 预计2025年8月 |                 | 地下岛式站台 | 左侧     |
| 丽江道                                                      | 西青区               | 试运行中 预计2025年8月 | █ 10号线        | 地下岛式站台 | 左侧     |
| 肿瘤医院                                                    | 南开区 河西区        | 试运行中 预计2025年8月 | █ 5号线 █ 6号线 | 地下岛式站台 | 左侧     |
| 天塔                                                        | 南开区 河西区        | 试运行中 预计2025年8月 | █ 3号线         | 地下岛式站台 | 左侧     |
| 南开大学八里台                                              | 南开区 和平区 河西区 | 试运行中 预计2025年8月 | █ 11号线        | 地下岛式站台 | 左侧     |
| 天津大学六里台                                              | 南开区 和平区        | 试运行中 预计2025年8月 | █ 8号线         | 地下岛式站台 | 左侧     |
| 海光寺                                                      | 南开区 和平区        | 试运行中 预计2025年8月 | █ 1号线         | 地下岛式站台 | 左侧     |
| 福安大街                                                    | 南开区 和平区        | 试运行中 预计2025年8月 |                 | 地下岛式站台 | 左侧     |
| 鼓楼                                                        | 南开区 和平区        | 试运行中 预计2025年8月 | █ 2号线         | 地下岛式站台 | 左侧     |
| 广东会馆                                                    | 南开区               | 建设中 预计2028年12月  |                 | 地下岛式站台 | 左侧     |
| 东北角                                                      | 红桥区               | 建设中 预计2028年12月  | █ 4号线         | 地下岛式站台 | 左侧     |
| 金纬路                                                      | 河北区               | 建设中 预计2028年12月  |                 | 地下岛式站台 | 左侧     |
| 中山路                                                      | 河北区               | 建设中 预计2028年12月  | █ 3号线         | 地下岛式站台 | 左侧     |
| 外院附中                                                    | 河北区               | 建设中 预计2028年12月  | █ 6号线         | 地下侧式站台 | 右侧     |
| 喜峰道                                                      | 河北区               | 建设中 预计2028年12月  |                 | 地下岛式站台 | 左侧     |
| 注释                                                        |                      |                        |                 |              |          |
| 1↑ 斜体标示的车站，尚未启用。 2↑ 斜体标示的换乘，尚未启用。 |                      |                        |                 |              |          |
| 论 编                                                       |                      |                        |                 |              |          |

## 车辆
7号线采用A型车，为天津市区轨道交通中第二条采用A型列车的线路。列车最高运行速度为80km/h，初期平均旅行速度为 32km/h，近期及远期平均旅行速度为35km/h。初期、近期、远期均采用6辆编组，列车总长140米，编组形式为
|                   | 天津地铁7号线车辆编组 |  |
|                   |                       |  |
| +Tc-Mp-M*M-Mp-Tc+ |                       |  |

其中，Tc为带司机室的拖车，Mp为带受电弓的动车，M为不带受电弓的动车，+为全自动车钩，-为半永久车钩，*为半自动车钩。

## 未来发展

### 预留延伸
7号线喜峰道站將预留延伸條件，未來可繼續往北延伸，到达小淀地区，为7号线二期工程，截止2018年9月，二期工程暂未有具体规划。